# Liubavas

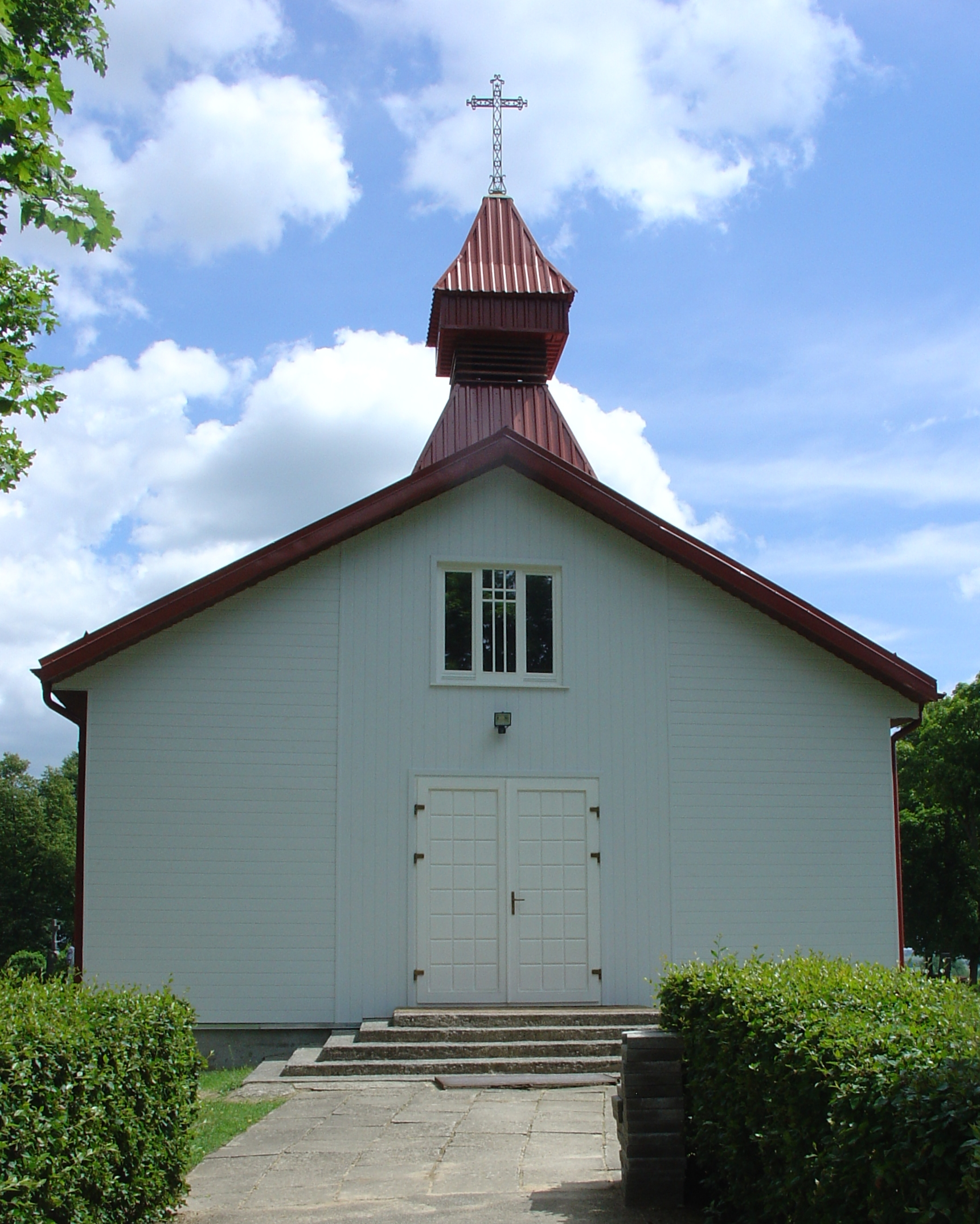
Heiligste Dreifaltigkeit (Liubavas)

Liubavas ist ein Dorf in der Gemeinde Kalvarija, 14 km südwestlich von der Stadt Kalvarija, 2 km von der litauisch-polnischen Staatsgrenze entfernt. 1770  gründete man die Pfarrgemeinde und ihre Pfarrschule;  1781 gab es 5 und 1784 etwa 9 Schüler. Seit 1956 gibt es eine katholische Kirche (Dreifaltigkeitskirche Liubavas). Im Dorf gibt es eine Bibliothek, eine Hauptschule, einen medizinischen Versorgungspunkt (medicinos punktas), einen Saal für Freizeitaktivitäten, sowie eine Post (LT-69044).